# 2008年夏季残疾人奥林匹克运动会毛里求斯代表团
2008年夏季残疾人奥林匹克运动会毛里求斯代表团是毛里求斯派出的2008年夏季残疾人奥林匹克运动会代表团。未获得奖牌。